# Zhenglan-Banner

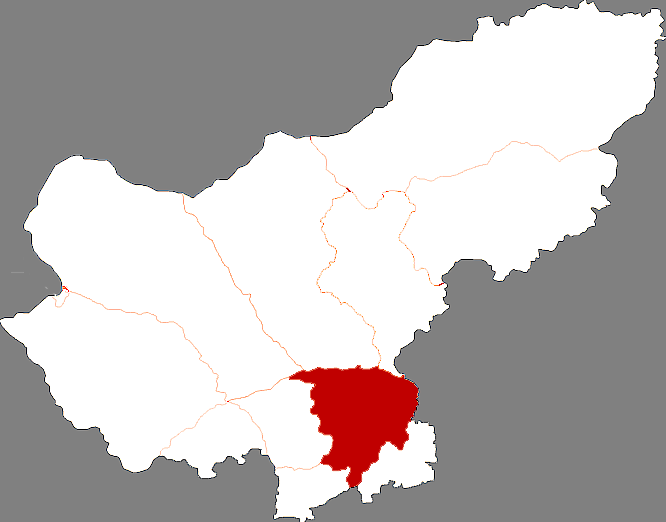
Lage des Zhenglan-Banners in Xilin Gol

Das Zhenglan-Banner (chinesisch 正蓝旗, Pinyin Zhènglán Qí – „Reines Blaues Banner“; mongolisch ᠰᠢᠯᠤᠭᠤᠨ ᠬᠥᠬᠡ ᠬᠣᠰᠢᠭᠤ Siluɣun Köke qosiɣu) ist ein Banner des Aimag Xilin Gol im Zentrum des Autonomen Gebiets Innere Mongolei der Volksrepublik China. Es hat eine Fläche von 9.963 km² und zählt ca. 80.000 Einwohner. Sein Hauptort ist die Großgemeinde Shangdu (上都镇).

## Administrative Gliederung
Auf Gemeindeebene setzt sich Zhenglan aus drei Großgemeinden, vier Sum, einer Staatsfarm und einer "Musterzone" zusammen. Diese sind:
- Großgemeinde Shangdu (上都镇), Sitz der Bannerregierung;
- Großgemeinde Habirga (哈毕日嘎镇);
- Großgemeinde Sangin Dalai (桑根达来镇);
- Sum Boxodai (宝绍代苏木);
- Sum Nart (那日图苏木);
- Sum Sain Hudug (赛音呼都嘎苏木);
- Sum Jagastai (扎格斯台苏木);
- Staatliche Viehzuchtfarm Wuyi (五一种畜场);
- Musterzone Heichengzi (黑城子示范区).

## Sehenswürdigkeiten
Im Verwaltungsgebiet der Großgemeinde Shangdu liegen die Ruinen der Sommer-Residenzstadt Kublai Khans, die seit 2012 Weltkulturerbe ist.